# Rijeka Voćanska
Rijeka Voćanska is een plaats in de gemeente Donja Voća in de Kroatische provincie Varaždin. De plaats telt 339 inwoners (2001).